# 1986년 런던 영화 비평가 협회상
제7회 런던 영화 비평가 협회상의 시상식에 관한 내용이다.

## 수상 및 후보

### 작품상
- 전망 좋은 방

### 외국어영화상
- 란

### 감독상
- 란 - 구로사와 아키라 수상

### 작가상
- 한나와 그 자매들 - 우디 앨런 수상

### 남우주연상
- 모나리자 - 봅 홉킨스 수상
- 거미 여인의 키스 - 윌리암 허트 수상

### 특별상
- 존 배리 수상